# 静电平衡
静电平衡是指导体中的自由电荷（通常为带负电荷电的电子）所受到的力达到平衡而不再做定向运动的状态。 处在静电平衡下的导体，为一个等势体，其表面为等势面。